# Stahlschiff

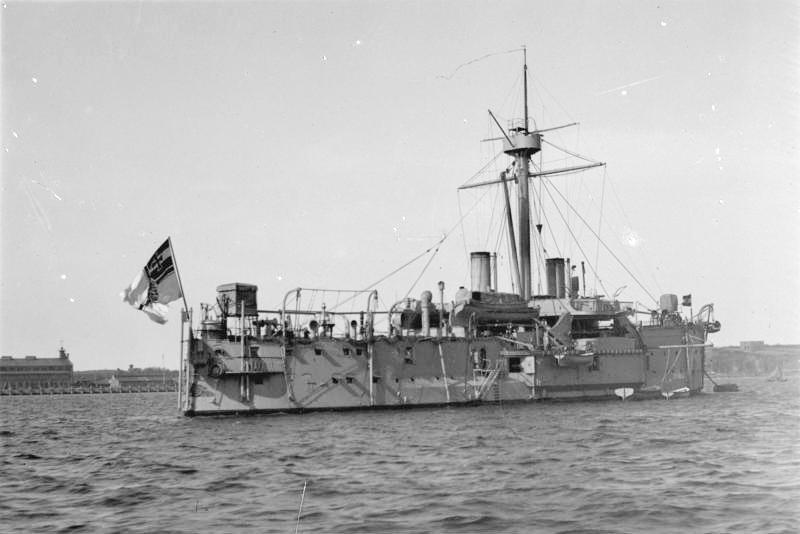
SMS Oldenburg, das erste in Deutschland aus Stahl gebaute Schiff (Stapellauf 1884)

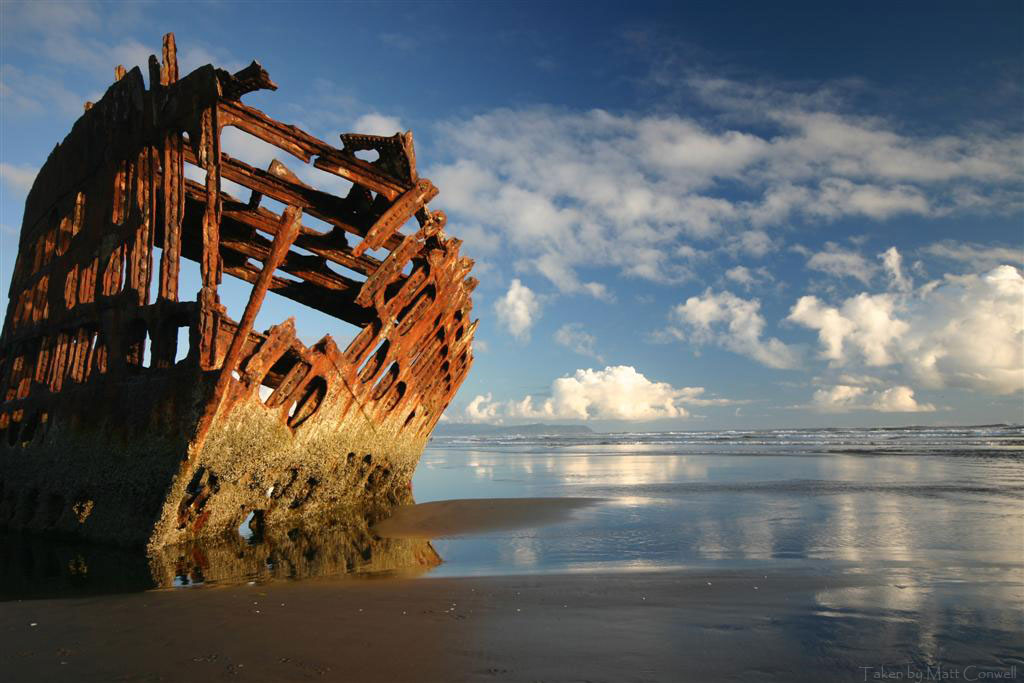
Das Wrack der Peter Iredale

Die ersten Stahlschiffe kamen wie die Eisenschiffe aus Großbritannien. Britische Werften bauten nach 1881 die ersten Schiffe aus Siemens-Martin-Stahl als Großsegler und Dampfschiffe (Servia). Erstes stählernes Segelschiff war die mit 1360 Tonnen und 71 Meter Länge vermessene, in Glasgow gebaute dreimastige Bark Carleton, dann die Viermastbark Pinmore, die 1882 zunächst als Viermastvollschiff erbaut und später zur Viermastbark umgeriggt wurde. Es gab einige Exemplare in Stahl-Eisen-Kompositbauweise. So bestand die Viermastbark Peter Iredale aus Stahlplanken auf Eisenspanten.
In Deutschland lief 1884 als erstes Stahlschiff das Kriegsschiff Oldenburg vom Stapel. Erster deutscher Stahlsegler der Handelsschifffahrt war die 1887 von Blohm & Voss für F. Laeisz, Hamburg gebaute dreimastige Bark Prompt.
In den USA, dem Land des Holzschiffbaus, hielt der Eisen- und Stahlschiffbau erst später langsam Einzug. Heute ist Stahl der Hauptwerkstoff im Schiffbau.